# Módulo de cizalladura
El módulo de elasticidad transversal, también llamado módulo de cizalla, es una constante elástica que caracteriza el cambio de forma que experimenta un material elástico (lineal e isótropo) cuando se aplican esfuerzos cortantes. Este módulo recibe una gran variedad de nombres, entre los que cabe destacar los siguientes: módulo de rigidez transversal, módulo de corte, módulo de cortadura, módulo elástico tangencial, módulo de elasticidad transversal, y segunda constante de Lamé.
Para un material elástico lineal e isótropo, el módulo de elasticidad transversal es una constante con el mismo valor para todas las direcciones del espacio. En materiales anisótropos se pueden definir varios módulos de elasticidad transversal, y en los materiales elásticos no lineales dicho módulo no es una constante sino que es una función dependiente del grado de deformación.

## Definición

fig. 1 Esquema para la medición del esfuerzo cortante.

Experimentalmente el módulo elástico transversal (o módulo cortante) puede medirse de varios modos, conceptualmente la forma más sencilla es considerar un cubo como el de la fig. 1 y someterlo a una fuerza cortante, para pequeñas deformaciones se puede calcular la razón entre la tensión y la deformación angular:

{\displaystyle G:={\frac {\tau _{m}}{\Theta }}\approx {\frac {F/A}{\Delta x/l}}={\frac {Fl}{\Delta xA}}}

{\displaystyle {\tau _{m}}}: Tensión cortante

{\displaystyle {\Theta }}: Deformación angular
Experimentalmente también puede medirse a partir de experimentos de torsión, por lo que dicha constante no sólo interviene en los procesos de cizalladura.

## Materiales isótropos lineales
Para un material isótropo elástico lineal el módulo de elasticidad transversal está relacionado con el módulo de Young y el coeficiente de Poisson mediante la relación:

{\displaystyle G={\frac {E}{2(1+\nu )}}={\frac {\tau _{ij}}{2\varepsilon _{ij}}}}

Donde:
{\displaystyle E\,} es el módulo de elasticidad longitudinal o módulo de Young.
{\displaystyle \nu \,} es el coeficiente de Poisson.
{\displaystyle \tau _{ij},\varepsilon _{ij}} son respectivamente la tensión tangencial y la deformación tangencial sobre el plano formado por los ejes Xi y Xj.

## Materiales anisotrópicos lineales
Los materiales elásticos lineales anisótropos se caracterizan por presentar diferentes valores de las constantes elásticas según la direccionalidad del material. En general, en un material anisotrópico la ley de Hooke,

{\displaystyle \sigma _{ij}=C_{ijkl}\epsilon _{kl}}

donde el tensor de constantes elásticas está dado por:
{\displaystyle C_{ijkl}\implies C_{\alpha \beta }={\begin{bmatrix}C_{11}&C_{12}&C_{13}&C_{14}&C_{15}&C_{16}\\C_{12}&C_{22}&C_{23}&C_{24}&C_{25}&C_{26}\\C_{13}&C_{23}&C_{33}&C_{34}&C_{35}&C_{36}\\C_{14}&C_{24}&C_{34}&C_{44}&C_{45}&C_{46}\\C_{15}&C_{25}&C_{35}&C_{45}&C_{55}&C_{56}\\C_{16}&C_{26}&C_{36}&C_{46}&C_{56}&C_{66}\end{bmatrix}}.}
en notación de Voigt, que contrae un tensor de orden 4 en una matriz debido a los requerimientos de simetría que impone la conservación del momento angular sobre el tensor de tensiones, {\displaystyle \sigma _{ij}=\sigma _{ji}}.
En un material isotrópo el módulo de cizalla se corresponde con el elemento {\displaystyle C_{44}} del tensor de constantes elásticas. En materiales con simetría cúbica no simple es posible definir un módulo de cortadura equivalente identificándolo con el elemento {\displaystyle C_{44}} de dicho tensor, pero su significado físico cambia. Existen igualmente casos en los que, sin tratarse de un material isótropo ni de simetría cúbica, es posible definir un módulo de cizalla: un caso sería el de los materiales de simetría hexagonal compacta, en los cuales el plano basal tiene simetría cúbica y, por lo tanto, presenta un comportamiento isotrópo dentro del plano.

### Materiales ortótropos
Un caso particular de material anisótropo donde sí se puede hablar de módulos de elasticidad longitudinales y transversales son los llamados materiales ortótropos; la madera es un ejemplo de material ortótropo, frecuentemente usado en construcción.
En los materiales ortótropos los modos transversales y longitudinales de deformación están desacoplados. Eso permite identificar claramente módulos de elasticidad transversal y módulos de elasticidad longitudinal. Para un material ortótropo general pueden definirse tres módulos de elasticidad longitudinales básicos (Ex, Ey', Ez) y tres módulos de elasticidad transversal (Gxy, Gxz', Gyz). Estos últimos se definen como:

{\displaystyle G_{xy}={\frac {\sigma _{xy}}{2\varepsilon _{xy}}}\qquad G_{xz}={\frac {\sigma _{xz}}{2\varepsilon _{xz}}}\qquad G_{yz}={\frac {\sigma _{yz}}{2\varepsilon _{yz}}}}

Para un material como la madera las coordenadas X, Y y Z anteriores se toman de la siguiente manera:
- el eje X está alineado con la dirección longitudinal de la fibra.
- el eje Y se toma perpendicular a los anillos de la sección transversal.
- el eje Z se toma tangente a los anillos de la sección transversal.

Los módulos de elasticidad transversal en estas tres direcciones son diferentes para la madera y pueden llegar a presentar grandes diferencias de valor entre ellas.

## Valores para varios materiales
Para ver el valor del módulo de elasticidad transversal para varios materiales consultar los valores del módulo de elasticidad transversal del Anexo:Constantes elásticas de diferentes materiales.